# Přestanov
Přestanov (deutsch Priesten, früher Pristen) ist eine Gemeinde in Tschechien. Sie liegt neun Kilometer nordwestlich des Stadtzentrums von Ústí nad Labem und gehört zum Okres Ústí nad Labem.

## Geographie
Přestanov befindet sich am südlichen Fuße des Osterzgebirges. Nördlich erheben sich der Mravenčí vrch (557 m), Na Vylidce (Schauplatz, 791 m) und Vinný vrch (656 m). Nordöstlich fließt der Bach Habartický potok. Durch Přestanov führt die Fernverkehrsstraße I/13 von Teplice nach Děčín, von der nordöstlich des Dorfes die Fernverkehrsstraße I/30 nach Ústí nad Labem abzweigt. Zweieinhalb Kilometer östlich verläuft die Autobahn D 8. An der südlichen Peripherie führt die Bahnstrecke Ústí nad Labem–Chomutov entlang, dort liegt auch der Bahnhof Chabařovice.
Nachbarorte sind Adolfov und Stradov im Norden, Chlumec im Nordosten, Podhoří und Všebořice im Osten, Český Újezd und Chabařovice im Südosten, Roudníky und Modlany im Süden, Soběchleby und Maršov im Südwesten, Unčín im Westen sowie Fojtovice und die Wüstung Habartice im Nordwesten.
Die umliegenden Dörfer Úžín (Auschina) und Roudné (Raudney) im Nordosten sowie Vyklice (Wiklitz) und Zalužany (Senseln) im Süden fielen dem Braunkohlenbergbau zum Opfer.

## Geschichte

### 14. bis 18. Jahrhundert
Přestanov entstand an einer alten Handelsstraße, die von Aussig über Karbitz, Ebersdorf und Müglitz ins sächsische Geising führte. Die erste schriftliche Erwähnung von Priesten erfolgte 1348, als die Stadt Aussig die zur Burg Hněvín gehörigen Lehnhöfe Priesten, Groß Kaudern und Straden mit Bewilligung Karls IV. wegen Wegelagerei zerstörte. Besitzer des Gutes Priesten wurden 1543 die Brüder Bernhard und Leutold Kölbel von Geysing, ein Anteil des Dorfes gehörte zur Herrschaft Straden. Den der Brüxer Burg gehörigen Anteil erwarb 1579 Wenzel Kölbel von Geysing. Unter den Herren von Kölbel wurde Pristen der Herrschaft Kulm angeschlossen. Nach der Niederlage in der Schlacht am Weißen Berg wurde der Besitz von Peter Kölbel konfisziert und 1623 an die Freiherren von Strahlendorf verliehen. 1640 ging Chlumec an die Herren von Kolowrat über und gelangte 1758 durch Heirat an die Grafen von Thun und Hohenstein. In der berní rula von 1654 sind für Priesten 19 Anwesen, darunter drei Bauern, 13 Kleinbauern, 1 Gärtner und ein Häusler ausgewiesen.

### 19. Jahrhundert

#### Massengrab von Priesten
siehe auch Hauptartikel Schlacht bei Kulm
Während der Napoleonischen Kriege war Priesten einer der Hauptkampfplätze der Schlacht bei Kulm. Bei den blutigen Kämpfen fielen am 29. und 30. August 1813 bei Priesten 4000 russische Soldaten und das Dorf wurde bis auf ein Haus zerstört.
1835 ließ der Besitzer der Herrschaft Kulm, Joseph Graf von Westphalen die Gebeine der Gefallenen auf den Feldern einsammeln und 500 m westlich des Dorfes ein Massengrab mit Kapelle anlegen. Mit den Überresten von 10.000 Gefallenen ist es das größte Massengrab in Böhmen.
Das Grab befindet sich inmitten des Waldes hinter dem russischen Denkmal. Es besteht aus Felsblöcken, auf denen sich ein Steinkreuz erhebt. Die heutige Gedenktafel des Grabes trägt die Inschrift "Hier liegen 10 000 Soldaten, die in der Schlacht bei Chlumec und Přestanov am 29. und 30. August 1813 gefallen sind".
Am 29. August 1837 trafen sich in Priesten anlässlich der Einweihung des von Peter von Nobile geschaffenen russischen Monuments der russische Zar Nikolaus I., Friedrich Wilhelm III. von Preußen und Ferdinand I. zu einem Dreikaisertreffen.
Bis zur Mitte des 19. Jahrhunderts blieb Priesten der Herrschaft Kulm untertänig.
Nach der Aufhebung der Patrimonialherrschaften bildete Pristen ab 1850 eine Gemeinde im Gerichtsbezirk Karbitz bzw. im Bezirk Außig.

### 20. Jahrhundert
1925 entstand eine Bergarbeiterkolonie mit 25 Häusern. 1930 hatte das Dorf 608 Einwohner. Nach dem Münchner Abkommen erfolgte 1938 die Angliederung an das Deutsche Reich und Teile der tschechischen Bevölkerung wurden ins Landesinnere vertrieben. 1939 lebten in der Gemeinde im Landkreis Aussig 567 Menschen. Nach dem Zweiten Weltkrieg wurde bis 1946 die deutsche Bevölkerung vertrieben und Tschechen angesiedelt. 1980 wurde das Dorf nach Chabařovice und mit diesem zusammen 1986 nach Ústí nad Labem eingemeindet. Seit 1990 besteht die Gemeinde Přestanov wieder.

## Sehenswürdigkeiten
- Kapelle des hl. Antonius von Padua
- Juchtenkapelle (Juchtová kaple) aus dem Jahre 1813, am Straßenabzweig nach Unčín und Stradov, nordwestlich des Dorfes
- Russenfriedhof, auf den Feldern westlich des Dorfes, angelegt 1835
- Russisches Denkmal, südwestlich des Dorfes an der Staatsstraße nach Teplice, errichtet 1837
- Französisches Denkmal, geschaffen 1911
- Kulmer Kapelle, im Gebirge nördlich des Dorfes
- Reste der Burg Kyšperk, nordwestlich im Gebirge

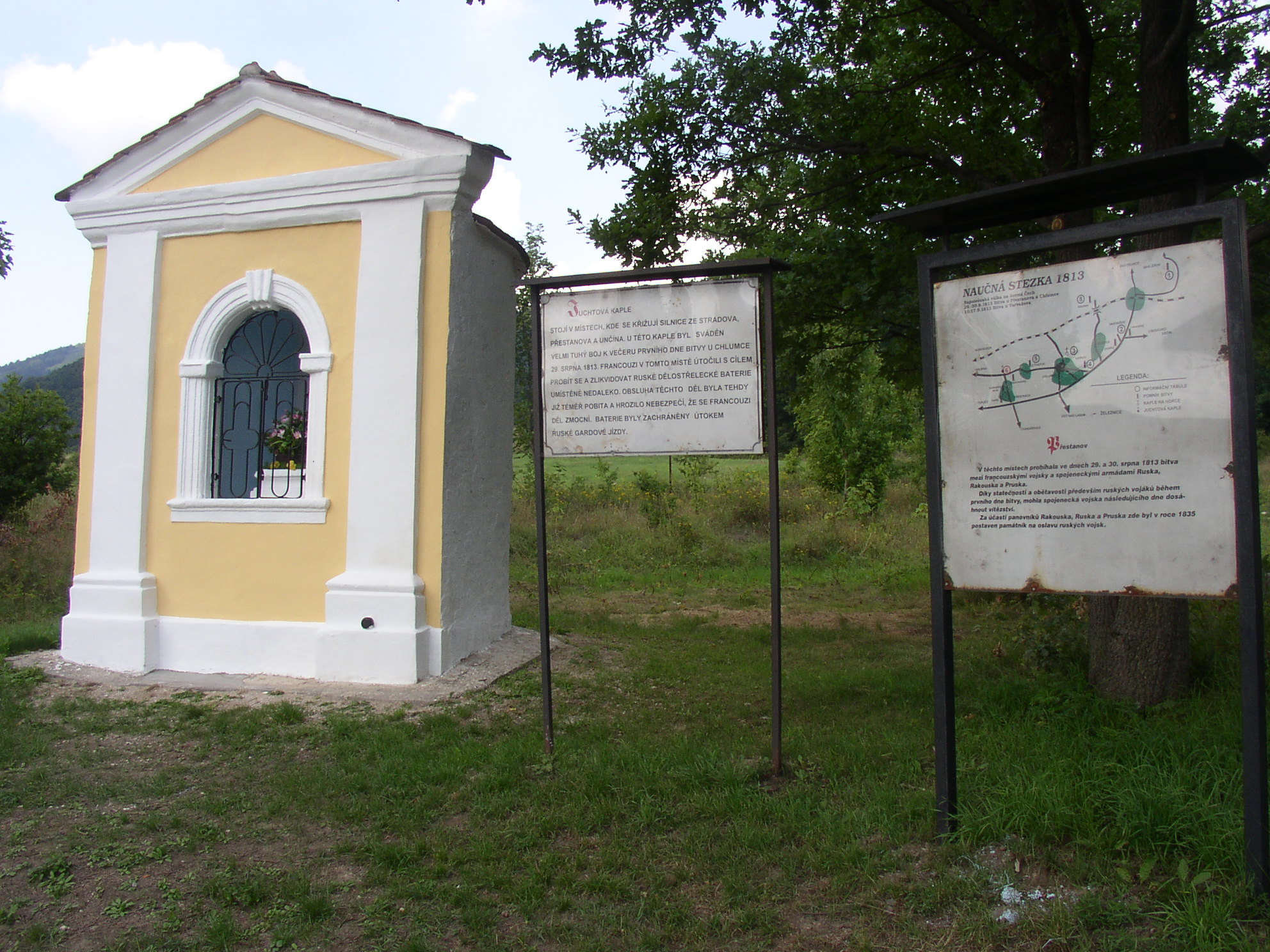
Juchtenkapelle
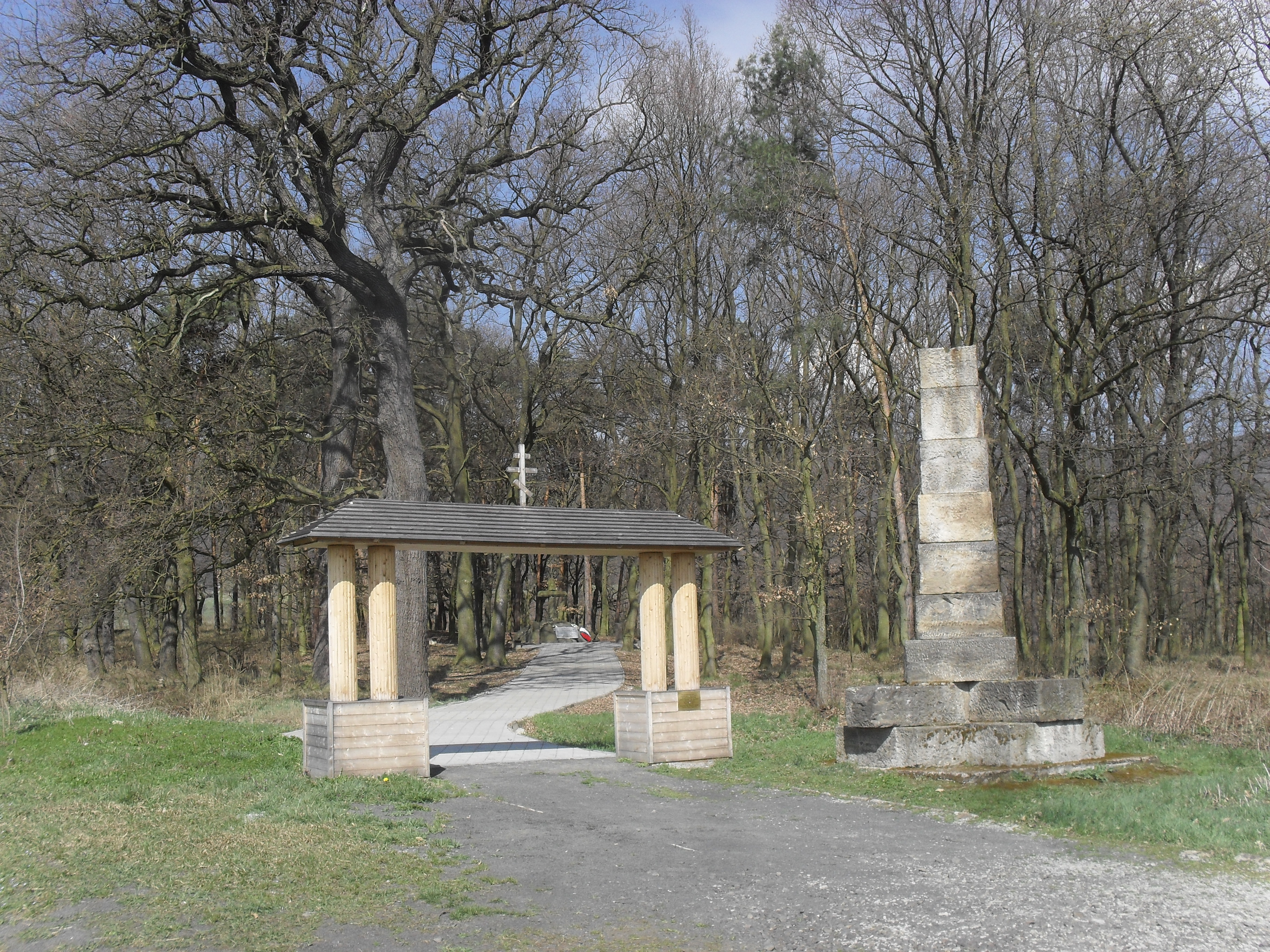
Massengrab nahe Priesten (Přestanov)
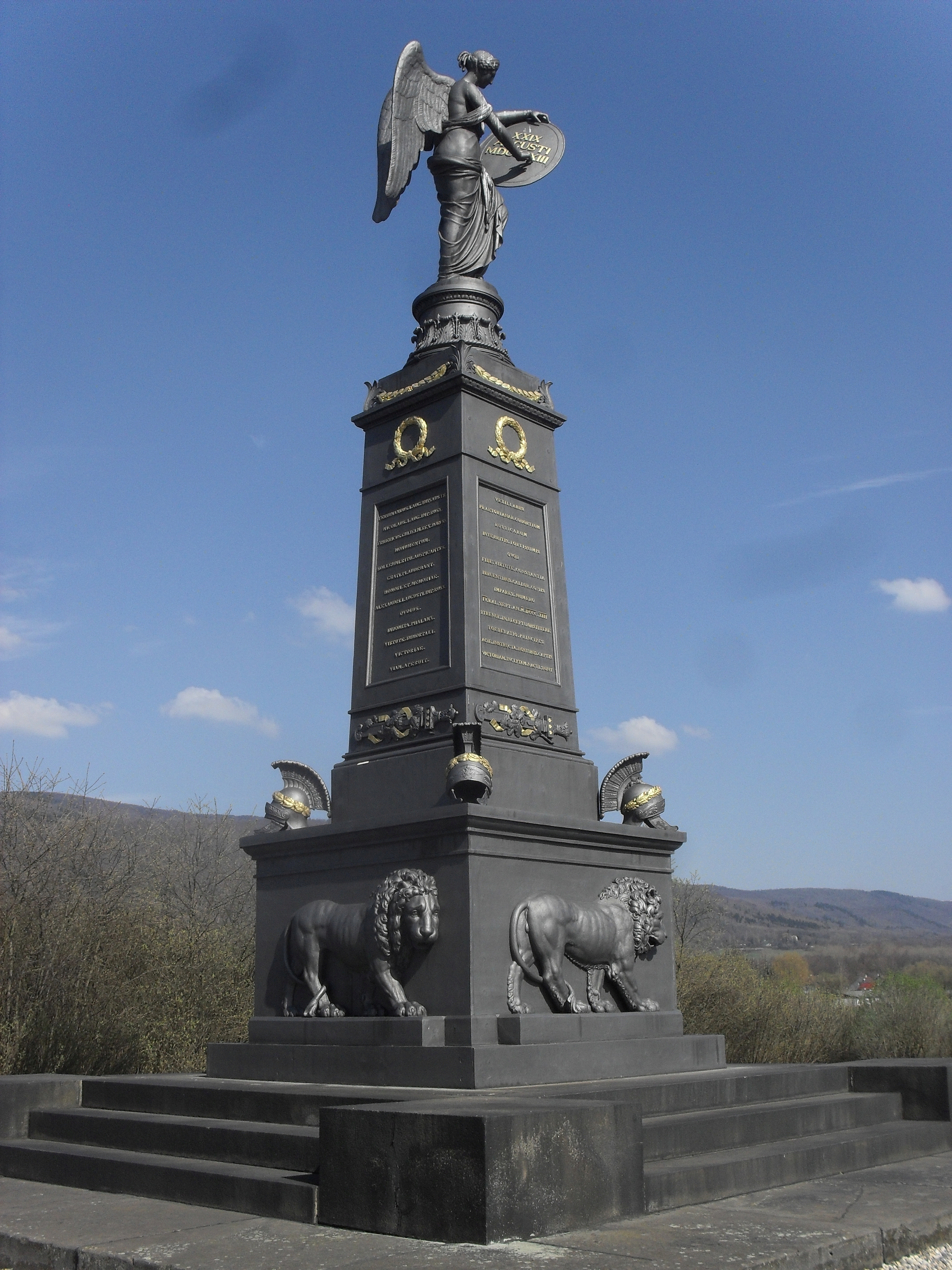
Russisches Denkmal nahe Priesten (Přestanov)
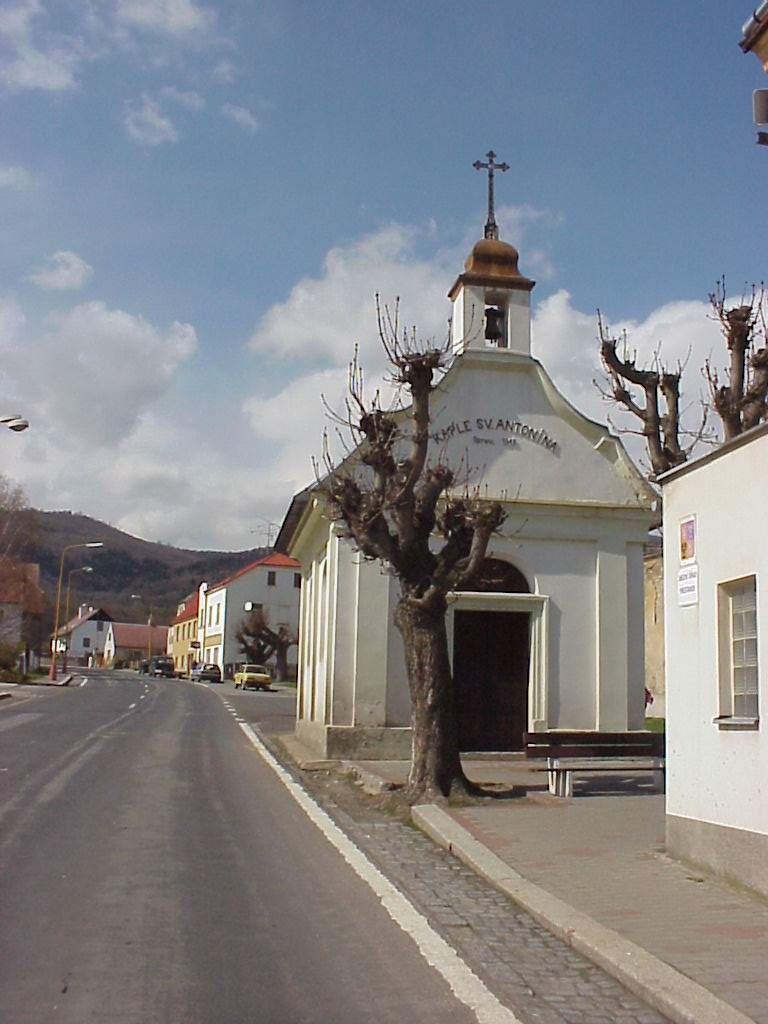
Kapelle des hl. Antonius von Padua in Přestanov

## Gemeindegliederung
Für die Gemeinde Přestanov sind keine Ortsteile ausgewiesen.